# Adil Jelloul
Adil Jelloul (Azrou, 14 juli 1982) is een Marokkaans wielrenner die anno 2017 rijdt voor Skydive Dubai-Al Ahli Pro Cycling Team. Hij nam namens Marokko deel aan de wegwedstrijd op de Olympische Zomerspelen van 2012 in Londen, waar hij op plek 62 eindigde.

## Belangrijkste overwinningen
2002
 Marokkaans kampioen op de weg, Elite
2004
7e etappe Ronde van Marokko
2006
Coupe du Trône
2007
 Marokkaans kampioen op de weg, Elite
8e etappe Ronde van Burkina Faso
Eindklassement Ronde van Burkina Faso
Eindklassement Ronde van Senegal
Eindklassement Ronde van Marokko
2008
 Marokkaans kampioen op de weg, Elite
Beste Afrikaan Ronde van Gabon
2009
 Marokkaans kampioen op de weg, Elite
4e etappe Ronde van Marokko
1e etappe Ronde van Rwanda
Eindklassement Ronde van Rwanda
Beste Afrikaan Ronde van Gabon
2010
1e etappe Ronde van Mali
Eindklassement Tour des Aéroports
2011
Beste Afrikaan Ronde van Gabon
Challenge Youssoufia
 Marokkaans kampioen op de weg, Elite
Eindklassement UCI Africa Tour
 Wegwedstrijd op de Pan-Arabische Spelen
2012
Beste Afrikaan Ronde van Gabon
2013
GP Oued Eddahab
Puntenklassement Ronde van Tipaza
Trophée Princier
2014
 Marokkaans kampioen op de weg, Elite
2016
4e etappe La Tropicale Amissa Bongo
1e etappe Ronde van Sharjah (ploegentijdrit)
Eindklassement Ronde van Sharjah

## Resultaten in voornaamste wedstrijden
| Jaar |  | WK op de weg |
| ---- |  | ------------ |
| 2008 |  | opgave       |
| 2009 |  |              |
| 2010 |  | opgave       |
| 2011 |  | opgave       |
| 2012 |  |              |
| 2013 |  | opgave       |

## Ploegen
- 2014 –  Skydive Dubai Pro Cycling Team
- 2015 –  Skydive Dubai Pro Cycling Team-Al Ahli Club[1]
- 2016 –  Skydive Dubai Pro Cycling Team-Al Ahli Club
- 2017 –  Skydive Dubai-Al Ahli Pro Cycling Team

Al Ali · Alhammadi · Desmal · Haddi · Hasnaoui · Ibrahim · Jelloul · Mancebo · Mehrab · Obaid · Zmorka